# Quân xưởng Hải quân Hikari

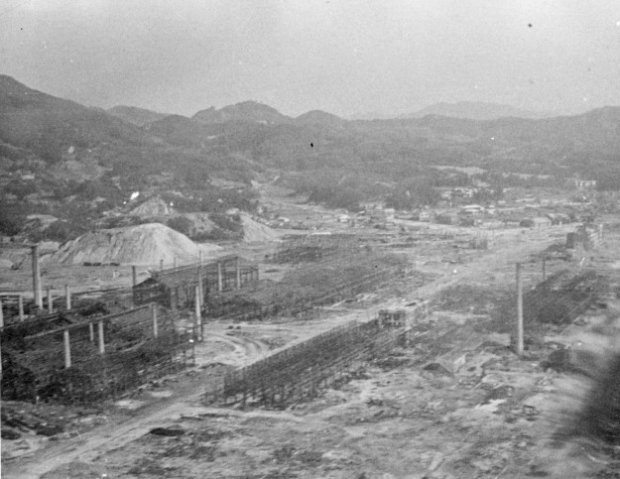
Quân xưởng Hải quân Hikari sau đợt không kích ngày 14 tháng 8 năm 1945.

Quân xưởng Hải quân Hikari (光海軍工廠 (Quang hải quân công xưởng) Hikari kaigun kōshō) là một xưởng sản xuất quân bị hải quân nằm ở Hikari, tỉnh Yamaguchi, Nhật Bản. Nó đưa vào hoạt động ngày 1 tháng 10 năm 1940. Xưởng được giao vai trò sản xuất thép, động cơ, pháo, ngư lôi và bom cho Hải quân Đế quốc Nhật. Nó bị không kích vào chiều ngày 14 tháng 8 năm 1945 (một ngày trước ngày đầu hàng chính thức của Nhật Bản) bởi bốn phi đội máy bay ném bom B-29. Cuộc không kích được báo cáo là đã diễn ra sau khi Thiên Hoàng Hirohito đã bắt đầu thông điệp đầu hàng của mình cho người dân Nhật Bản.  Nó được thực hiện bởi Chỉ huy Bomber XXI, được phân loại là nhiệm vụ 325. Mã mục tiêu của nó là "Thunderhead"

## Lịch sửQuân xưởng Hải quân Hikari
Quân xưởng Hải quân Hikari được đưa vào hoạt động vào ngày 1 tháng 10 năm 1940, và chỉ hoạt động dưới 5 năm. Nó chỉ có hai chỉ huy: đầu tiên là Tomoyuki Seno'o (妹尾知之) từ ngày 1 tháng 10 năm 1940 đến ngày 1 tháng 10 năm 1943, khi ông được thay thế bởi Ei Tamura (田村 英), người đã phục vụ cho đến khi đầu hàng vào ngày 15 tháng 8 năm 1945.

## Cuộc không kích và kết qua

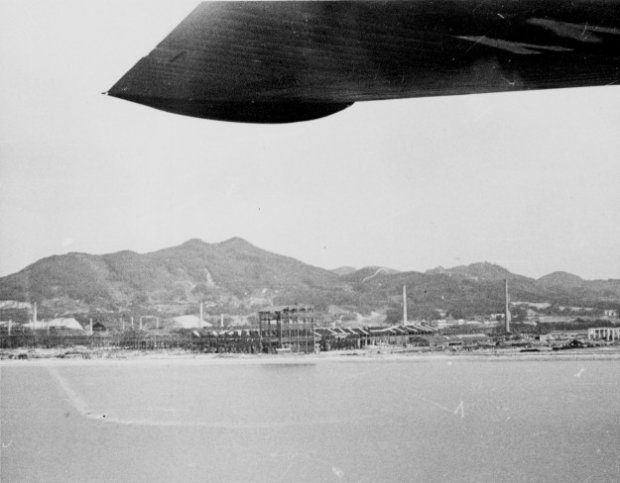
Hình ảnh của Quân xưởng Hikari từ trên không sau khi nó đã bị ném bom vào ngày 14 tháng 8 năm 1945.

Cuộc không kích được thực hiện bởi Bộ Tư lệnh Máy bay ném bom XXI,Không đoàn máy bay ném bom thứ 58, các Liên đoàn máy bay ném bom số 40, 444, 462 và 468, với tổng cộng 190 máy bay.
Khu vực này đã được xây dựng lại và bây giờ là cơ sở sản xuất cho công ty Nippon Steel & Sumitomo Stainless Steel Corporation (NSSC) và công ty Takeda Pharmaceuticals.